# Campodorus abietinus
Campodorus abietinus är en stekelart som först beskrevs av Teunissen 1945.  Campodorus abietinus ingår i släktet Campodorus och familjen brokparasitsteklar. Inga underarter finns listade.